# Chalcatzingo
Chalcatzingo es un yacimiento arqueológico localizado en el valle de Morelos, en el estado mexicano homónimo. Chalcatzingo tuvo su época de apogeo durante el período Preclásico Medio y Tardío de la cronología mesoamericana. El sitio es ampliamente conocido por su importante acervo de arte monumental e iconografía de estilo olmeca. Localizado en la parte meridional de las tierras altas del centro de México, se calcula que el asentamiento fue fundado alrededor del siglo XV a. C. Alrededor del siglo IX a. C., los pobladores del lugar comenzaron a producir obras artísticas y arquitectónicas en las que se puede notar una importante influencia de la cultura olmeca. En su época de florecimiento, entre los siglos VII a. C. y V a. C., la población de Chalcatzingo oscilaba entre quinientas y mil personas. Después del siglo V a. C., el asentamiento comenzó una etapa de decadencia.
El centro ceremonial de Chalcatzingo abarca una superficie de aproximadamente 40 ha. Fue construido en una fértil planicie al pie de dos prominencias orográficas: el cerro de Chalcatzingo y el cerro Delgado. El primero de ellos tiene evidencia de haber sido un espacio ritual de primera importancia para los antiguos habitantes de la región. El clima en el valle de Morelos es un poco más húmedo que en el resto de las tierras altas del centro de México. Un manantial en la falda de los cerros proveía de agua potable a los habitantes de Chalcatzingo.
Chalcatzingo ocupaba una importante posición como nodo de las rutas comerciales que conectaban a Guerrero, el valle de México y las tierras bajas en el Golfo de México. Este centro ceremonial es uno de los más importantes con evidencia del estilo olmeca fuera del área nuclear de la costa del Golfo de México, junto con Teopantecuanitlán y las grutas de Juxtlahuaca y Oxtotitlán.
Después de las primeras exploraciones arqueológicas realizadas en el yacimiento en 1934 por la arqueóloga Eulalia Guzmán, en 1972 surgió el Proyecto Chalcatzingo, una propuesta conjunta de la Universidad de Illinois y el Instituto Nacional de Antropología e Historia (INAH), dirigido por los arqueólogos David Grove, Raúl Arana y Jorge Angulo, quienes realizaron trabajos en distintos sectores del sitio, que incluyeron el descubrimiento y la descripción de diferentes monumentos en piedra, que en algunos casos pueden considerarse como estelas o parte de altares. 
Después de cuatro años de investigación, los resultados se dieron a conocer en el libro Ancient Chalcatzingo, en el cual Angulo y Grove describen los monumentos conocidos hasta ese momento, y les otorgan una numeración según el orden en que fueron encontrados.

## Descripción
La zona arqueológica fue dada a conocer en 1934 después de una tromba que dejó al descubierto el relieve conocido como el rey.  Luego, estudios posteriores realizados al sitio arqueológico revelaron que la zona arqueológica Chalcatzingo existía desde 3,000 años a. C. hasta nuestros días.
Chalcatzingo se localiza entre los cerros Delgado y Chalcatzingo, en el municipio de Jantetelco, al oriente del estado de Morelos, México. Aunque existe evidencia de ocupación humana desde el siglo XIV a. C., solamente hasta el siglo VII a. C. comenzaría el apogeo de este que fue uno de los principales centros ceremoniales del Preclásico en el Altiplano Central mexicano. 
Se calcula que el asentamiento fue fundado alrededor del siglo XV a. C., aunque su época de esplendor se presentó hasta el siglo VII a. C., durante el período Preclásico Medio y Tardío de la cronología mesoamericana. En esta época, Chalcatzingo ocupaba una importante posición como nodo de las rutas comerciales que conectaban a Guerrero, el valle de México y las tierras bajas en el Golfo de México. El florecimiento de Chalcatzingo ocurrió en el momento en que La Venta, Tabasco, también experimentaba su época de mayor apogeo, y es seguro que haya habido relación entre ambas poblaciones por los testimonios artísticos de estilo olmeca que se han localizado en las inmediaciones de Chalcatzingo.

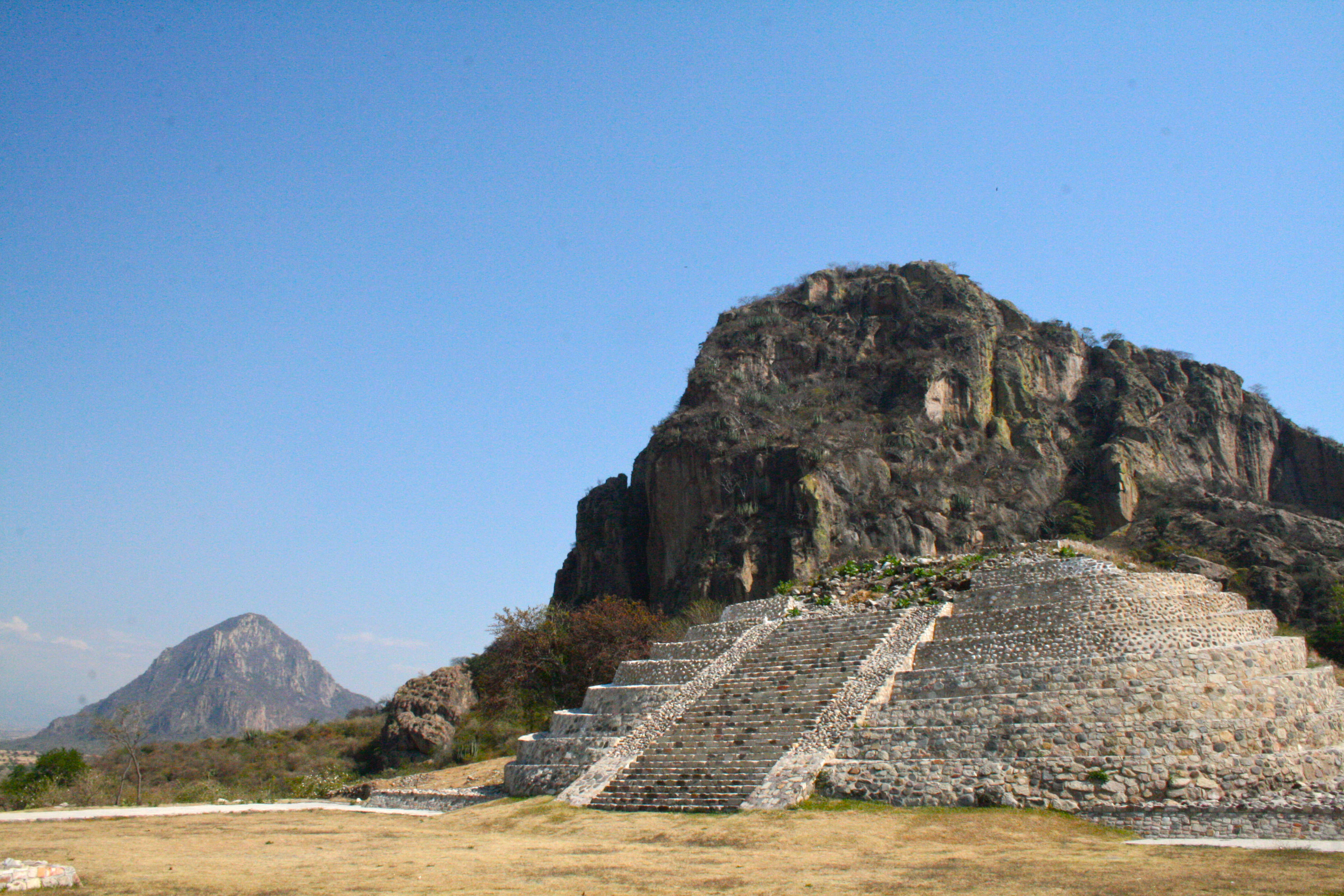
Pirámide de Chalcatzingo, restaurada hace pocos años.

A pesar de los datos que se puedan ofrecer sobre esta zona arqueológica, comparable en antigüedad con algunos otras civilizaciones de gran esplendor, se tiene en el abandono, no se le promociona lo suficiente y las personas que ahí se encuentran cuentan con limitada información al respecto de la zona arqueológica. Actualmente se tiene un pequeño desarrollo de interés turístico para incentivar la asistencia a este gran lugar que se encuentra en un rincón un tanto olvidado del estado de Morelos.
La zona arqueológica está integrada por una plaza central, denominada Terraza 1, en la cual se localizaban las residencias de los miembros de la élite gobernante. Otro conjunto arquitectónico de Chalcatzingo es la Terraza 25, que cuenta con un patio hundido similar al de Teopantecuanitlán. En el centro del patio se encuentra un altar con reminiscencias de algunos encontrados en La Venta y San Lorenzo, en el área nuclear.
La Estructura 4 es la mayor de las construcciones de Chalcatzingo. Se trata de una construcción de planta casi cuadrada, de aproximadamente 70 metros por lado. En las inmediaciones de este edificio se han descubierto enterramientos de personajes de alto estatus, los cuales portaban ornamentos de jade y espejos de magnetita. La mayor parte de los enterramientos de Chalcatzingo se han localizado bajo los pisos de las casas, todos ellos con elementos que han permitido conocer la diversidad y las jerarquías en la sociedad preclásica de Chalcatzingo.
La cantidad de monumentos del período Formativo medio hallados en Chalcatzingo se ve superada solo por la hallada en los centros olmecas de San Lorenzo y La Venta. Incluso podría sorprender a los mayistas saber que entre los monumentos de Chalcatzingo se cuenta el primer ejemplo de una estela tallada asociada con un altar redondo en toda Mesoamérica.
Sin embargo, Chalcatzingo cobra notoriedad por la gran cantidad de petroglifos y relieves que se han encontrado en la región. Hasta 2005 se conocían 37 petroglifos procedentes de esta región, mismos que se han encontrado en la zona habitacional como en los cerros que abrigaron la población. Se han realizado croquis de los grabados encontrados en Chalcatzingo, aunque algunos de los petroglifos se encuentran deteriorados por la realización de moldes que desgastan el trabajo sobre la roca.
Se discute la naturaleza de la relación entre los establecimientos olmecas de la zona nuclear y otros que, como Chalcatzingo, se encontraban a cientos de kilómetros de distancia de las principales ciudades de la costa del Golfo durante el Preclásico Medio. Algunos autores opinan que la difusión del estilo olmeca en regiones como Guerrero y el centro de México se debió a una expansión política de las ciudades olmecas; otros suponen que el estilo olmeca fue una consecuencia de las redes que se establecieron entre los pueblos del Preclásico Medio a lo largo de toda Mesoamérica. 
De hecho aunque en Guerrero y Morelos la impronta olmeca es más visible —como demuestran Teopantecuanitlán y Chalcatzingo—, no se debe dejar del lado que se han encontrado piezas arqueológicas de estilo olmeca en sitios como los Valles Centrales de Oaxaca, Takalik Abaj (Guatemala), Playa de los Muertos y Olancho (Honduras), Chalchuapa y Las Victorias (El Salvador). Para Kent Flannery, la difusión del estilo olmeca se debe a su uso como símbolo de prestigio entre los grupos de élite en las regiones donde fue apareciendo, que se hallaban interconectadas entre sí en virtud de las redes políticas, comerciales y de parentesco que se fueron tejiendo en el marco de la emergencia de la vida urbana en Mesoamérica.
Cualquiera que haya sido la relación entre el área nuclear olmeca y Chalcatzingo, esta zona arqueológica concentra una importante cantidad de testimonios sobre las creencias religiosas de los pueblos mesoamericanos del Preclásico Medio. Por la importancia de estos vestigios, fue declarada Zona de Petroglifos Arqueológicos por el gobierno de México en 2002, de modo que se encuentra bajo vigilancia del Instituto Nacional de Antropología e Historia (INAH) de México.

## Petrograbados de Chalcatzingo

Dibujo del petroglifo 1 de Chalcatzingo, también conocido como El Rey o El Portador del Agua.

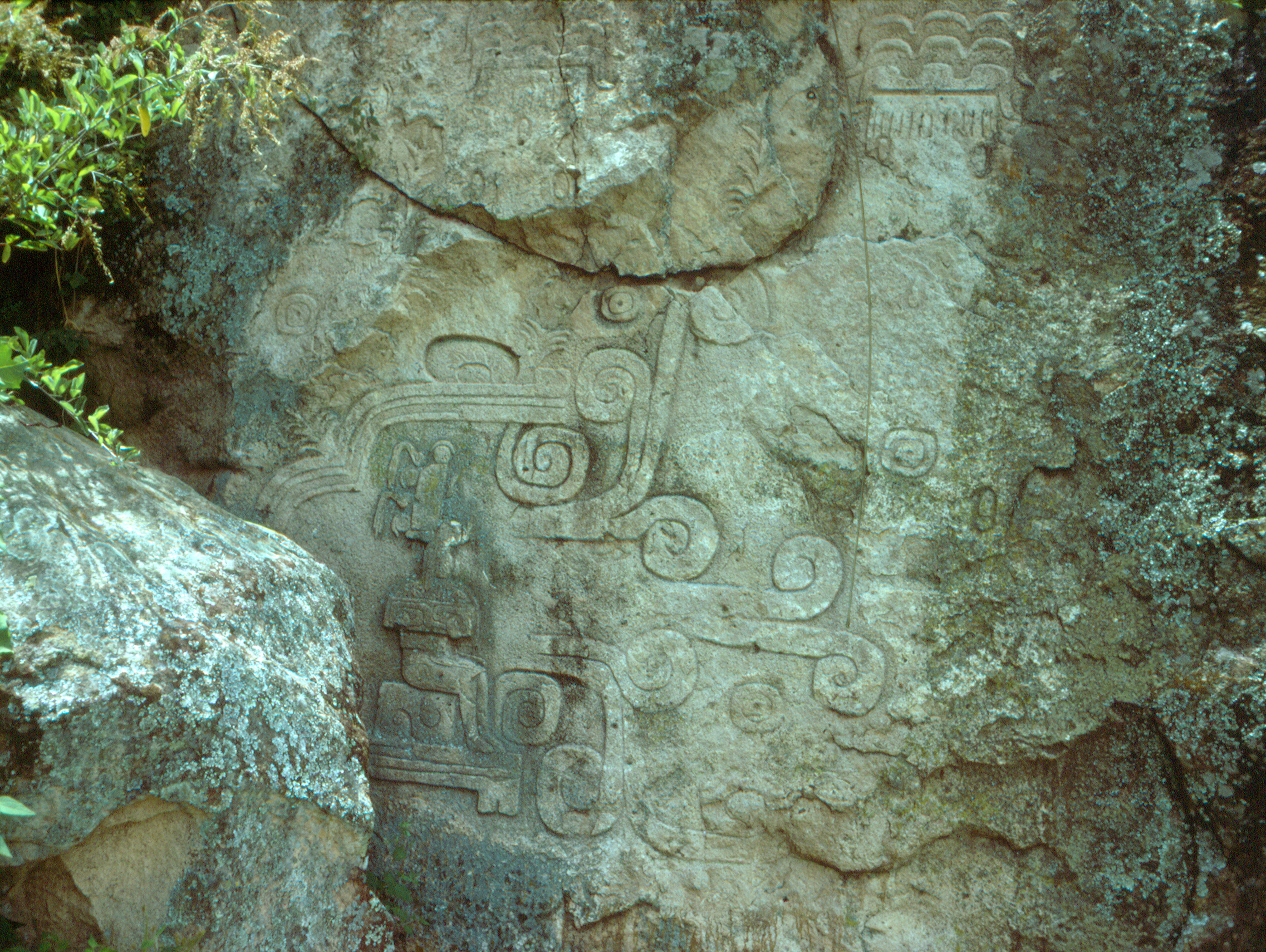
Bajo relieve I

Las dos eminencias que custodian Chalcatzingo aparentan una montaña hendida, que de acuerdo con algunas interpretaciones de la iconografía olmeca, es la entrada al mundo de los muertos. Igualmente, la montaña dividida es un símbolo que aparece en otras mitologías mesoamericanas posteriores, como el sitio de donde brota el maíz. Varios de los petroglifos de Chalcatzingo se han localizado en las inmediaciones de los cerros, lo que muestra el papel simbólico que estos tuvieron como objeto de culto de los antiguos habitantes de este emplazamiento.
En la parte plana se encuentran varias estelas con ilustraciones. La mayoría de los relieves (se conocen 34) se ubican en superficies de roca casi verticales al pie de la montaña. Más tarde fueron parcialmente cubiertos o movidos. Otro grupo de tallas de roca se encuentra al norte de la primera y fueron hechos en la superficie de  piedras grandes. Es interesante la representación de personas con elementos Olmeca, probablemente gobernantes locales.

### Petroglifo 1
Es el Grupo del Agua Danzante. El primer grupo de relieves fue encontrado en las laderas del cerro de Chalcatzingo. Todos ellos tienen en común el tema de la fertilidad y la lluvia. Esta es la razón por la que Kent Reilly le llamó Grupo del Agua Danzante. El grupo integra el más conocido de los relieves de Chalcatzingo, conocido como El Rey, que es un grabado de tamaño natural en el que se observa a un hombre sentado en el interior de una cueva. El punto de vista de la escena es lateral, de modo que la caverna es representada más bien por un corte transversal que, además, es la representación de las fauces de un jaguar. La entrada a la cueva se localiza frente al personaje sedente, a la derecha de la imagen. De ella salen volutas (quizá indicando que el hombre está hablando o haciendo alusión al viento). Sobre la caverna se encuentran representados unos objetos estilizados que parecen ser nubes, de ellas caen gotas de agua.
Otra interpretación. Se muestra una figura muy sencilla (también se ven varias plantas encima de la cueva), fluyen grandes volutas de aire hacia el centro de la cueva. En la cueva, una persona con gran tocado se ubica en un trono de piedra. Sostiene un objeto cuadrado con volutas en ambas manos frente al pecho. Esta actitud se encuentra con frecuencia en representaciones de olmecas. La escena tiene encima tres objetos que representan probablemente nubes. En cualquier caso, muchas gotas caen de ellas. El tema de gotas de lluvia se repite en otros relieves. kk

### El segundo grupo
El segundo grupo de petroglifos de Chalcatzingo consiste en bajo relieves que fueron tallados en la roca en el pie de la montaña. Se trata de un conjunto mayor que el del Agua Danzante (excepto El Rey o Portador del Agua). Las imágenes básicamente representan criaturas fantásticas, entre las que predominan figuras humanas delineadas.

### Petroglifo 2

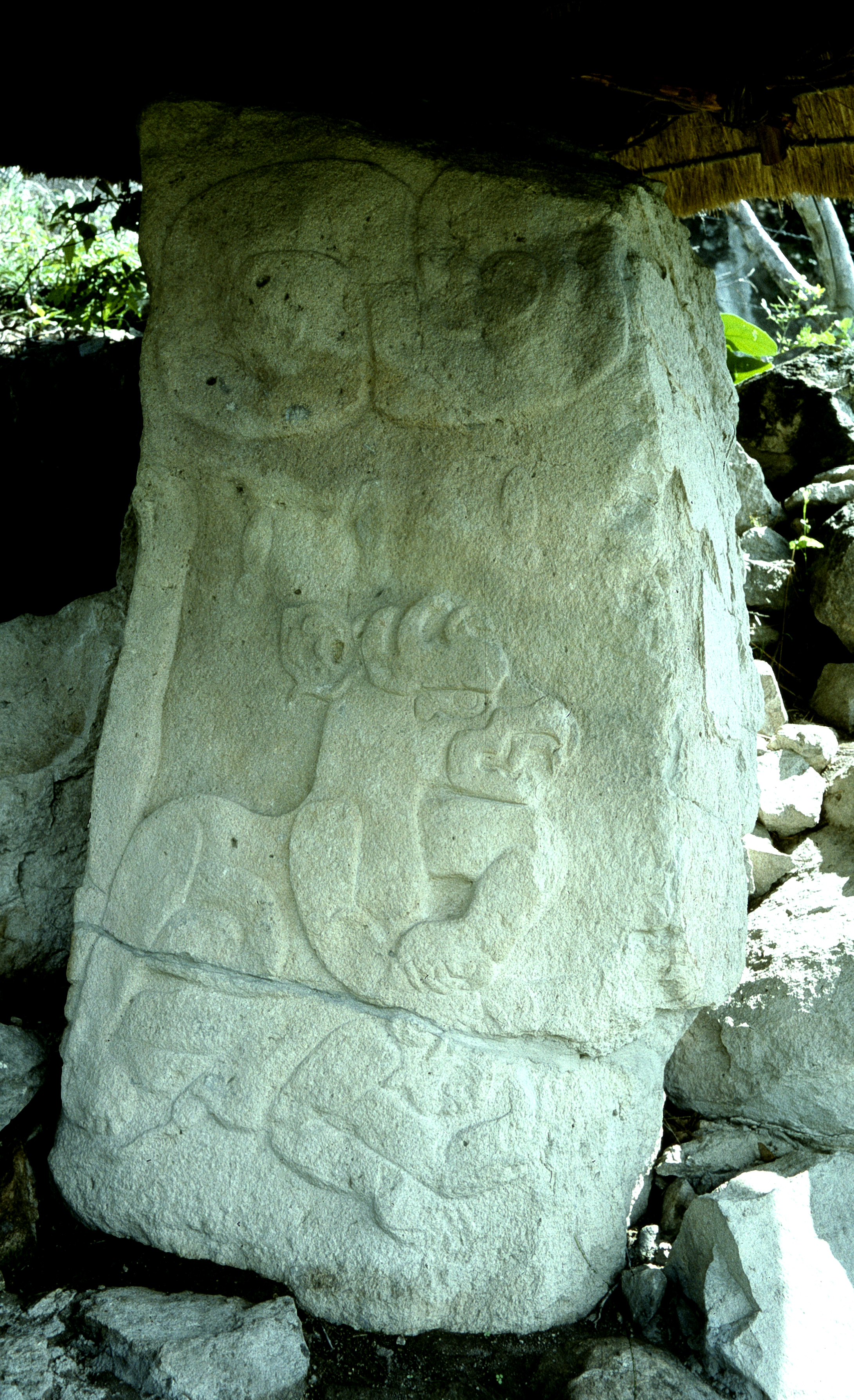
Estela 2: Jaguar con figura humana

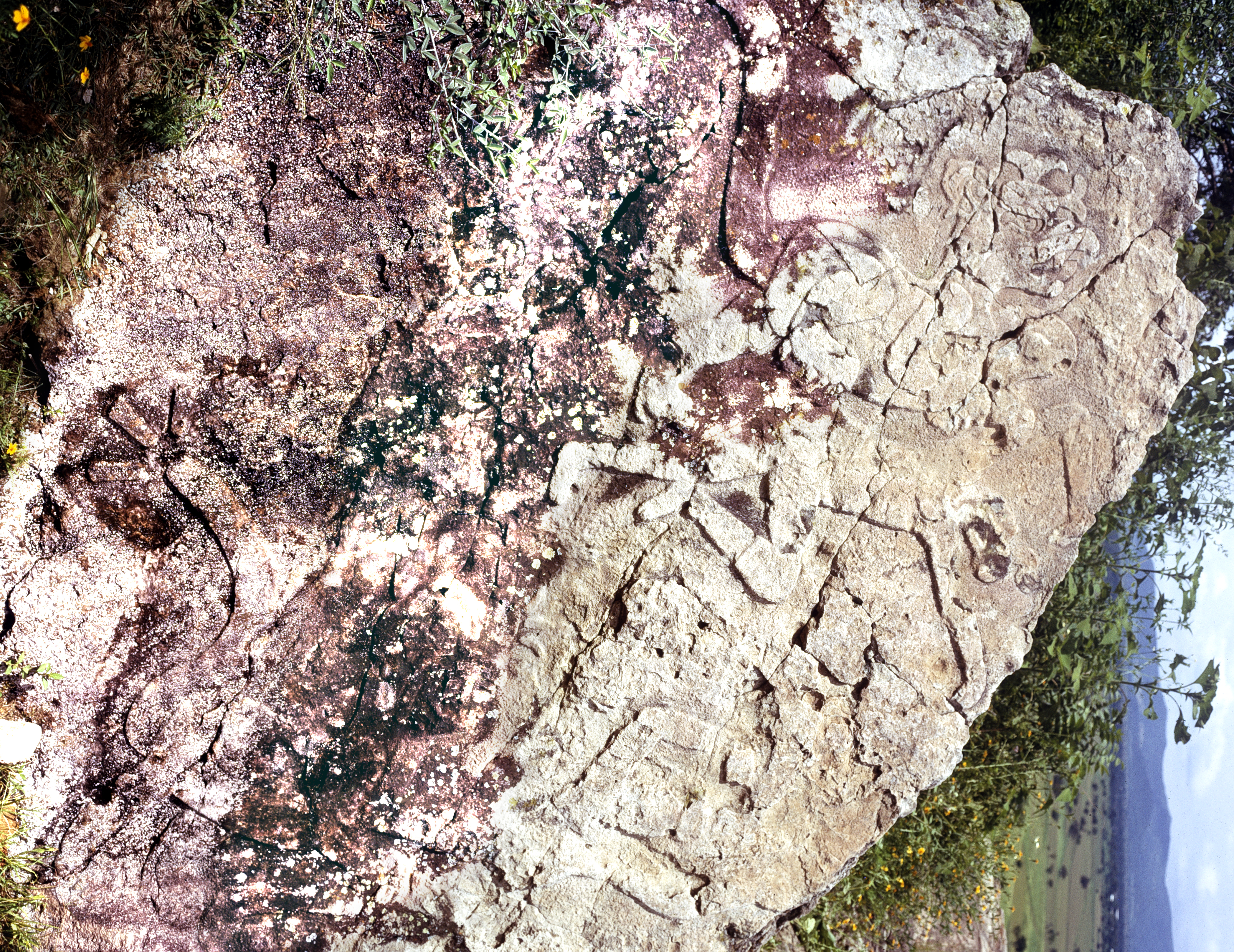
Relieve II (girado 90°)

Se encuentra al oeste de este conjunto de grabados. Representa cuatro seres humanos. Tres de ellos se encuentran de pie, y el cuarto está en posición sedente sobre el suelo. Todos ellos portan máscaras, aunque el que se halla sentado, a la derecha de los otros tres, lleva la máscara en su nuca. Los tres personajes que se encuentran de pie portan lanzas o macanas. El peinado de uno de ellos guarda un gran parecido con los ornamentos de los jaguares en el Petroglifo 4, por lo que se infiere que ambas escenas se encuentran relacionadas.
Se trata de roca fuertemente erosionada roca, es una escena con dos Jaguares atacando a dos personas. Los Jaguares tienen un tocado en la cabeza. Por debajo de la parte superior (la figura rotada) aparentemente hay persona indefensa con los brazos estirados. El Jaguar inferior es difícil de ver, la punta de la cola parece separada y sangrando.

### Petroglifo 3
Representa a un felino cerca de una planta con forma de cactus, que no ha sido identificada. Probablemente hay una figura humana relacionada con el conjunto, aunque esto no puede ser definido aún a causa del deterioro sufrido por el relieve.

### Petroglifo 4
Representa a dos felinos que atacan a dos seres humanos. Las figuras humanas están en frente y a corta distancia de los felinos, lo que indica que probablemente se trate de presas de los mismos. Los felinos tienen los colmillos afilados y sus garras apuntan a los dos seres humanos. Aparecen ornamentados con varios elementos, entre sus ojos muestran una figura en forma de equis, lo que podría sugerir que se trata de una imagen relacionada con el culto al sol.

### Petroglifo 5
Representa la figura de un reptil, que probablemente es la Serpiente Emplumada de la mitología mesoamericana. Esta criatura está devorando o desmembrando a un ser humano y posee un largo hocico con grandes colmillos. Unas marcas triangulares que se dirigen hacia la cola parecen ser alas.

### Petroglifo 6

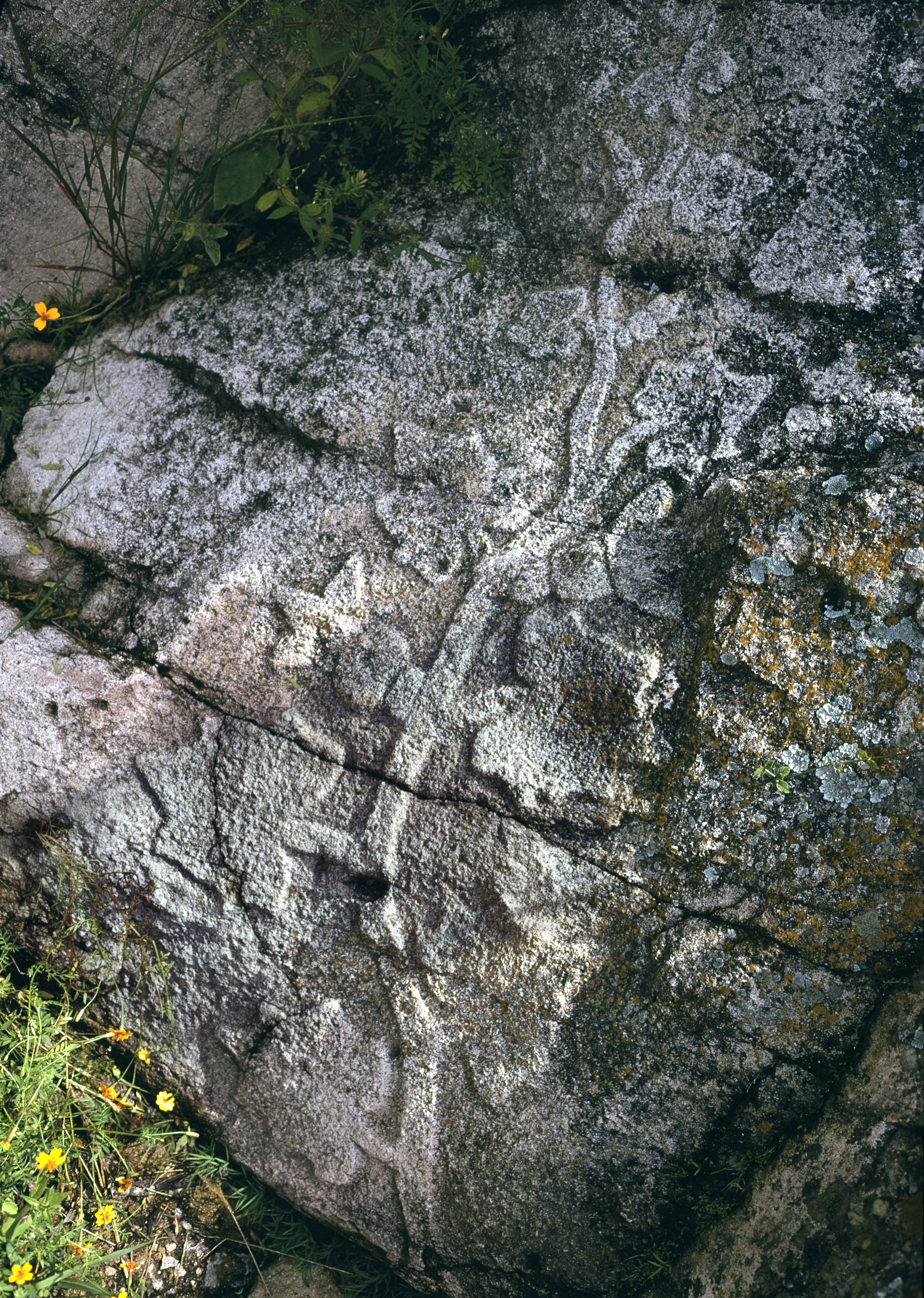
Bajo relieve VI

Simboliza plantas exuberantes, por la representación muy realista de rama de planta de calabaza.

### Petroglifo 7

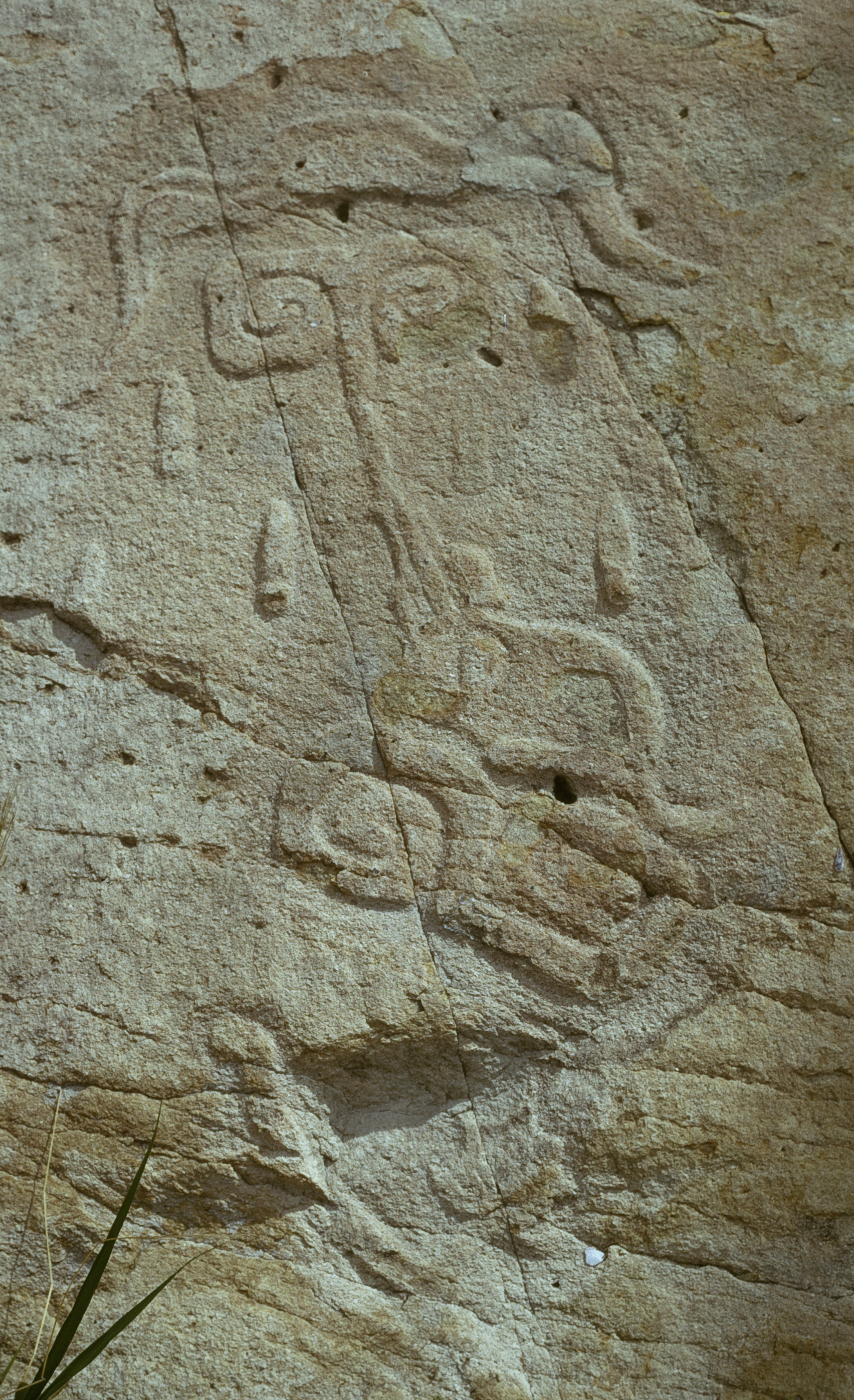
Bajo relieve VII

Una nube de gotas de lluvia cayendo es representada en este grabado. Hasta ahora, no hay un interpretación convincente nominada para la esencia de la caída de gotas de agua.

### Petroglifo 9
Es una escultura que parece representar la cueva mitológica a la que hace referencia el petroglifo 1, aunque vista desde una perspectiva frontal. La escultura es aplanada y posee un gran agujero en el centro que corresponde a la entrada de la caverna. Sobre el agujero se encuentran los ojos de la criatura, de modo similar a como están representados en el Petroglifo 1. 

### Petroglifo 13
Fue el quinto en ser encontrado por los arqueólogos, aunque es el sexto del conjunto. Se ubica bastante más abajo que el resto de las imágenes. Representa a un ser sobrenatural antropomorfo, tocado de acuerdo con el estilo iconográfico de los olmecas. Como El Portador del Agua, este personaje se encuentra sentado en el interior de las fauces de una criatura sobrenatural..

### Petroglifo 21
También conocido como Estela de la Reina es la más antigua representación de una mujer en el arte monumental de Mesoamérica.  Es la imagen de una mujer ataviada con pozahuanco, sandalias y la cabeza cubierta por un mantón. Porta un bulto adornado con bandas. La imagen ha sido interpretada como representación de la dote matrimonial.

### Petroglifo 31
Representa un felino sobre un ser humano, probablemente se trata de una escena en la que este animal está atacando al hombre. El estilo es bastante hierático en comparación con el movimiento del Petroglifo 4. Tres gotas de lluvia, representadas de la misma manera que en el relieve de El Rey, caen desde la parte superior de la imagen, lo que probablemente es una metáfora del sacrificio humano y el culto a la fertilidad. De acuerdo con Grove, estos relieves ilustran una secuencia de eventos míticos relevantes para la cosmogonía de la gente de Chalcatzingo.

## El papel de Chalcatzingo en el centro de Mesoamérica
En el año 1000 a. C. Chalcatzingo fue el único sitio arqueológico conocido hasta el momento del altiplano central mexicano en el cual se elaboró arquitectura mayor, tales como, construcciones de carácter civil y excelentes bajorrelieves las cuales representan las primeras manifestaciones artísticas en su género, dentro del área mesoamericana, así como también, esculturas talladas en piedra.  Además, estudios recientes han revelado que dichas particularidades son evidentes por la presencia de personas ajenas al área y grupos olmecas provenientes de la costa del golfo de México.  Por lo tanto, todos estos elementos  le dan al lugar connotaciones especiales.
Aunque Chalcatzingo es bien conocido por estos bajo relieves de estilo olmeca y otros más que se han descubierto a lo largo de varias temporadas de excavaciones arqueológicas, hasta el momento la evidencia que respalde la hipótesis de la presencia de los pueblos del área nuclear en las tierras altas del centro de México es pobre. Como se dijo antes, la ocupación de Chalcatzingo es muy anterior a la aparición de los grabados olmecas. La identidad de esta región puede ser apreciada mejor si se comparan los indicios de arte monumental con las muchas figurillas encontradas en la región de Chalcatzingo. Estas claramente forman parte de la tradición preclásica del centro de México, que floreció, entre otros sitios, en Tlatilco, Copilco, Tlapacoya y Cuicuilco. Es posible que la estatuaria menor del valle de Morelos represente mejor a los grupos que habitaron la región al principio del desarrollo de la civilización mesoamericana.